# 長算
長算（ちょうさん）は、安土桃山時代から江戸時代初期の僧侶。根来寺愛染院住持。根来衆。

## 略歴
生家の成神氏は紀伊伊都郡の武士で将軍足利氏に仕えた。天正12年（1584年）徳川家康の要請に応じ、成真院盛重ら根来寺衆徒を率いて大坂城攻撃を画策し、途中の岸和田城で羽柴軍と戦った。天正13年（1585年）紀州征伐では羽柴軍に抵抗するが、敗れて根来寺は破却され、自身は伊勢へと逃れた。
慶長元年（1596年）江戸に赴いて徳川家康に仕える。慶長5年（1600年）関ヶ原の戦いに従軍。大和宇智郡に750石を与えられた。慶長19年（1614年）大坂冬の陣では徳川義直の部隊に所属しその先陣に加わる。慶長20年（1615年）からは成瀬正一配下として盛重とともに根来衆同心50人を率いて伏見城に入ったが、同年に死去した。継嗣は兄貞次の孫長守が継承し、その父守次がその後見となった。子孫はいずれも根来氏を称した。